# HMS Racehorse (H11)
Le HMS Racehorse est un destroyer de classe R en service dans la Royal Navy pendant la Seconde Guerre mondiale.
Construit pendant Seconde Guerre mondiale dans le cadre du programme d'urgence de guerre des destroyers, le Racehorse est mis sur cale le 25 juin 1941 aux chantiers navals John Brown & Company de Clydebank. Il est lancé le 1er juin 1942 et mis en service le 30 octobre 1942, sous le commandement du commander Anthony Frank Burnell-Nugent.

## Historique
Lors de la Seconde Guerre mondiale, il participe aux opérations Balsam, Livery, Transom, Cockpit, Crimson et Dukedom.
Il est placé en réserve à Portsmouth en 1946, avant de rejoindre Troon où il est démoli à compter du 8 décembre 1949.